# Белькевич, Андрей Юрьевич
Андре́й Ю́рьевич Бельке́вич (род. 19 мая 1976, Киров) — российский теле- и радиожурналист, телеведущий. В разное время работал на телеканалах ТВ-6, ТВС, РБК-ТВ, «Евроньюс» и радиостанции «Эхо Москвы».

## Биография
Андрей Белькевич родился 19 мая 1976 года в городе Кирове.
Журналистскую карьеру Белькевич начал как журналист местной газеты «Выбор». Затем работал на «Релакс-радио» и местном телеканале «Гранд-ТВ».
В 1997 году переехал в Москву.
С 1997 по 2000 год работал на радиостанции «Радио России-Nostalgie» ведущим, а затем руководителем Службы информации.
В 2000 году — шеф-редактор новостей на телеканале ТВ-6. Был журналистом из команды информационной программы «Шкала новостей», которая подчинялась службе утреннего вещания МНВК, делавшей утренний и дневной телеканал «День за днём». В 2001 году, после прихода с НТВ команды журналистов Евгения Киселёва, Белькевич остался работать на телеканале ТВ-6 и становится ведущим новостных программ на этом канале («Сегодня на ТВ-6», «Сейчас» и «Новости»).
С 2002 по 2003 год работал в той же должности на возникшем вместо ТВ-6 телеканале ТВС; 1 июня 2002 года провёл первый выпуск информационной программы на этом канале, вышедший в 11:00. Один из гостей Хрюна Моржова и Степана Капусты в программе «Тушите свет».
В 2003 году после закрытия ТВС на несколько лет ушёл из журналистики. В 2007—2008 годах работал на канале РБК-ТВ в должности международного обозревателя.
В 2008 году начал работать ведущим на радиостанции «Эхо Москвы». Вёл новости, ток-шоу «Дневной разворот» с Антониной Самсоновой, некоторые другие программы. Параллельно с «Эхом» работал ведущим новостей на международном русскоязычном телеканале RTVi.
С 2011 года до 2018 — журналист и ведущий русской и международной редакции телеканала Euronews.